# 雷打果
雷打果（学名：Melodinus yunnanensis）是夹竹桃科山橙属的植物，是中国的特有植物。分布在中国大陆的云南等地，生长于海拔1,500米至2,000米的地区，见于山地潮湿密林中，目前尚未由人工引种栽培。
其种加词 yunnanensis 意为“云南的”。

## 别名
云南山橙（植物分类学报）